# Delwin Katz
Theodor Delwin Katz, auch Theodor Delvin Katz (* 3. August 1887 in Korbach; † 17. Oktober 1933 im KZ Dachau) war ein deutscher Arzt.

## Leben und Wirken

### Kaiserreich und Weimarer Republik
Katz wuchs als Sohn einer jüdischen Familie auf. Nach dem Schulbesuch studierte er Medizin. Katz promovierte 1912 in Bonn mit einer Arbeit Über einen Fall von Lebersyphilis mit hochgradiger Verengerung der Vena cava inferior nebst Bemerkungen über den histologischen Nachweis des Salvarsans zum Dr. med. Anschließend ließ er sich als praktischer Arzt in Nürnberg nieder.
Als Teilnehmer des Ersten Weltkrieges wurde Katz mit dem Eisernen Kreuz erster Klasse ausgezeichnet. In der Zeit der Weimarer Republik gehörte Katz der Kommunistischen Partei Deutschlands (KPD) an, ohne irgendwelche Funktionen in der Partei wahrzunehmen. Allerdings stellte er dem Sekretariat der KPD wiederholt für Besprechungen seine Praxisräume zur Verfügung.

### Zeit des Nationalsozialismus und Ermordung
Wenige Wochen nach dem Machtantritt der Nationalsozialisten wurde Katz – der den neuen Machthabern aufgrund seiner Eigenschaften als Linksintellektueller und Jude doppelt unliebsam war – in Schutzhaft genommen. Am 13. April 1933 wurde er mit dem zweiten Gefangenentransport aus Nürnberg ins KZ Dachau eingewiesen. In Dachau arbeitete Katz freiwillig als Gefangenen-Sanitäter im Krankenrevier, wo er kranke und misshandelte Mitgefangene versorgte, beispielsweise den Coburger Mediziner Erich Braun.
Im Sommer 1933 wurde Katz in den als „Bunker“ bekannten Arresttrakt von Dachau gesperrt, nachdem er zusammen mit seinen Mithäftlingen Johann Altmann, Albert Rosenfelder und Willi Franz bei dem Versuch erwischt worden war, Kassiber mit Aufzeichnungen über die Ereignisse im Lager und zumal über die Misshandlung von Gefangenen, die sie in eine Mütze eingenäht hatten, aus dem Lager zu schmuggeln. Katz wurde zusammen mit Franz am 17. Oktober 1933 von Angehörigen der Wachmannschaft von Dachau im Bunker umgebracht. Offiziell wurden die Todesfälle als Selbstmorde deklariert.
Die Staatsanwaltschaft kam jedoch bei ihrer Untersuchung im November 1933 zu dem Ergebnis, dass ein Suizid praktisch unmöglich gewesen sei:
„Die Leichenöffnung ergab bei beiden Leichen begründeten Verdacht für Gewalteinwirkungen von fremder Hand. Nach dem vorläufigen Gutachten beider Gerichtsärzte […] steht in beiden Fällen Erstickungstod durch Erwürgen und Erdrosseln fest. Die am Hals vorgefundenen Strangulationsmarken entsprechen ihrem Verlaufe nach nicht den bei Erhängten beobachteten Befunden.“
Auf Veranlassung von Heinrich Himmler und Ernst Röhm wurde das Verfahren gegen die an den Morden beteiligten SS-Männer schließlich aus „staatspolitischen Gründen“ niedergeschlagen. Katz’ Frau, die sich in der Zwischenzeit um seine Freilassung bemüht hatte, hatte indessen von der Gestapo die Zusage erhalten, dass ihr Mann frei gelassen würde, sobald sie ein Auswanderungszertifikat für Palästina für ihn vorweisen könnte. Es gelang ihr zwar, das geforderte Dokument zu erhalten; an dem Tag, an dem sie ihren Mann zurückerwartete, erschien jedoch stattdessen bei ihr ein Polizist, der ihr seinen Selbstmord mitteilte.
In einer Ansprache am 22. Oktober 1933 vor 2500 angetretenen Gefangenen ließ der KZ-Kommandant von Dachau, Theodor Eicke, sich über die „Schurken“ aus, die im Ausland „Greulnachrichten“ über sein Lager verbreiten würden, und erwähnte auch explizit Altmann, Katz, Franz und Rosenfelder und ihren „Sabotageversuch“. Er führte aus, dass die vier Übeltäter für ihre Tat in Arrest genommen worden seien und erklärte weiter:
„Zwei der verhafteten Verräter sind bereits ins Jenseits befördert. Der Jude Doktor Katz und sein Helfer Willi Franz. Wir haben noch genug deutsche Eichen um jeden daran aufzuhängen, der sich uns entgegenstellt. Es gibt keine Greuel, und es gibt keinen Tschekakeller in Dachau. Wer Prügel bekommt, erhält sie zu Recht.“
Heute erinnert die Delvin-Katz-Straße in Nürnberg an ihn.

## Schriften
- Über einen Fall von Lebersyphilis mit hochgradiger Verengerung der Vena cava inferior nebst Bemerkungen über den histologischen Nachweis des Salvarsans, 1912 (Dissertation).